# Pseudosphex kenedyae
Pseudosphex kenedyae là một loài bướm đêm thuộc phân họ Arctiinae, họ Erebidae.